# Massaker von Erzurum

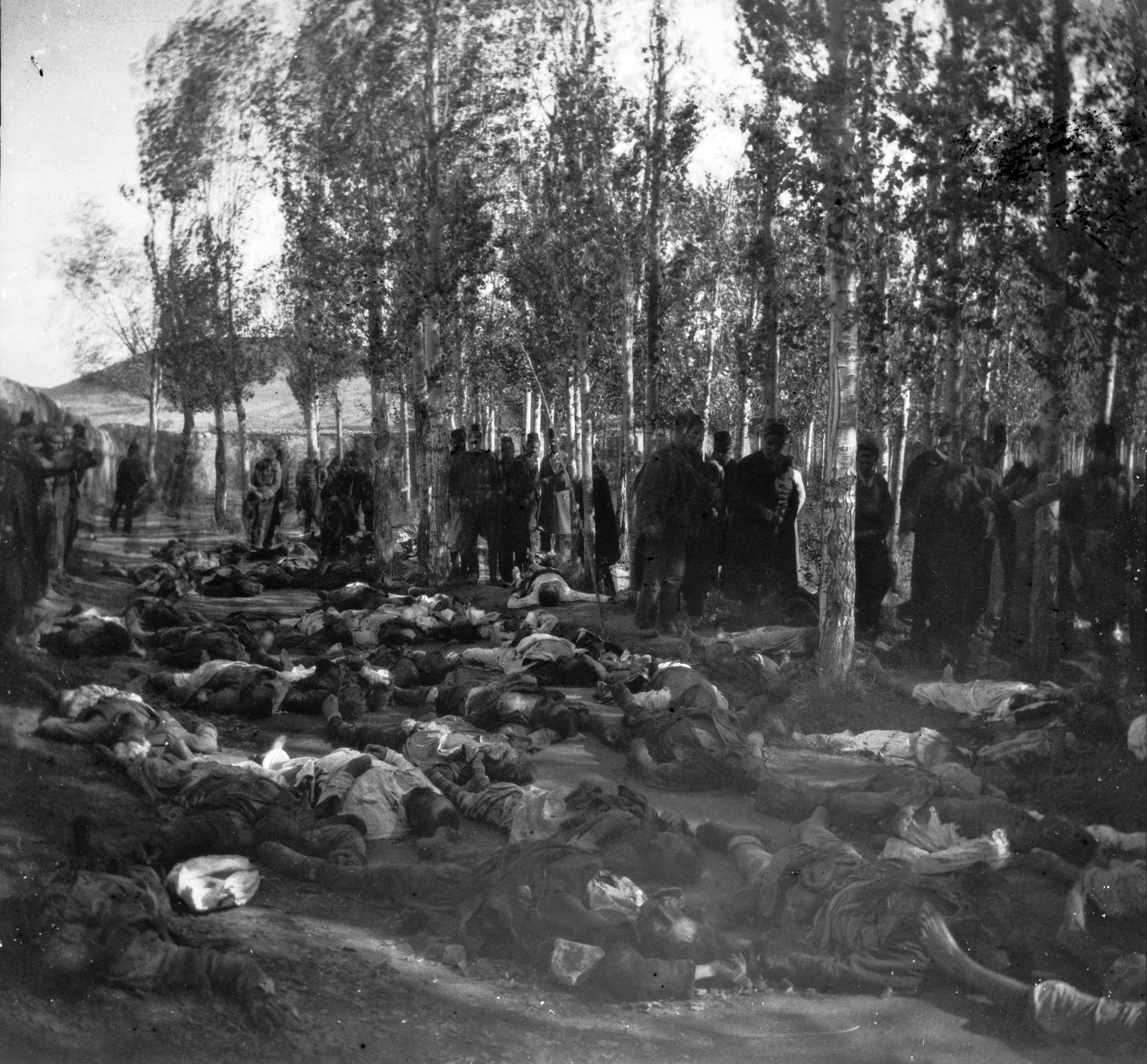
Getötete Armenier in Erzurum

Die Massaker von Erzurum vom 30. Oktober 1895 waren Teil der Massaker an den Armeniern 1894–1896 in der Stadt Erzurum, die auf Anordnung durch den osmanischen Sultan Abdülhamid II. durchgeführt wurden. Sie waren Vorläufer des Völkermordes an den Armeniern. Die Angriffe wurden ausgeführt durch osmanische Soldaten, die von der lokalen muslimischen Bevölkerung unterstützt wurden. Die Geschäfte und Häuser der Armenier in Erzurum wurden geplündert und zerstört.
Nach den Massakern erhielt der britische Konsul zwei Briefe, die von einem osmanischen Soldaten an seinen Bruder und seine Eltern gerichtet waren:

„Mein Bruder, falls du Neuigkeiten von uns willst, wir haben 1.200 Armenier getötet… Mutter, ich bin gesund… Vater, zwanzig Tage zuvor trugen wir den Krieg gegen die armenischen Ungläubigen aus. Mit Allahs Gnaden erreichte uns kein Missgeschick. Die Gerüchte sagen, dass unser Bataillon in deinen Teil der Welt abgeschickt wird. Sofern dies der Fall ist, werden wir dort alle Armenier töten. 511 Armenier sind verwundet, und ein oder zwei weitere verhungern jeden Tag. Falls du Nachrichten der Soldaten und der Baschi-Bosuks willst: sie hatten nicht einmal Nasenbluten… Allah segne dich!“

„Über 60.000 Armenier wurden abgeschlachtet. In Trapezunt, Erzurum, Yerznka, Hasankale und zahllosen anderen Orten wurden die Christen zerdrückt wie Weintrauben während der Traubenlese.“

## Weitere Massaker
- Massaker von Diyarbakır